# کریستینا سیسکو
کریستینا سیسکو (به انگلیسی: Kristina Sisco) (زاده ۱۸ آوریل ۱۹۸۲) بازیگر آمریکایی است.
از فیلم‌هایی که وی در آن نقش داشته است می‌توان به گله اشاره کرد.